# Antiochos d'Ascalon
Pour les articles homonymes, voir Antiochos.
Antiochos d'Ascalon, en grec ancien Ἀντίοχος (v.-124–-127 / v.-69), philosophe grec d'abord académicien, puis critique de l'école de Philon de Larissa. En latin (la Grèce est sous domination romaine depuis -146) : Antiochus Ascalonius. Il est le fondateur du moyen-platonisme (thèse contestée) et de la V° Académie platonicienne, éclectique.

## Biographie
Né entre 140 et 130 av. J.-C. à Ascalon, en Palestine (aujourd'hui Ashkelon, en Israël) Antiochos eut pour maîtres Mnésarque (nl), un philosophe stoïcien, et Philon de Larissa, un philosophe platonicien. Il séjourna à Alexandrie où il forma Eudore d'Alexandrie, puis à Athènes où il enseigna en tant que treizième et dernier scolarque, de l'Académie de Platon en -86, le temps que les troupes de Sylla pillent Athènes. Il ouvrit sa propre école à Athènes. Cicéron et Varron firent partie de ses élèves en (-79) à Athènes. Il fut également l'ami de Lucullus, qu'il accompagna en Syrie, son pays natal. Selon Plutarque, il assista à la bataille de Trigranocerte contre Tigrane II le Grand, roi d'Arménie. Il mourut en -69.

## Philosophie
Il s'opposa à l'attitude critique de la Moyenne Académie, celle de Carnéade, sceptique. Il se rapprocha du stoïcisme, il restaure les notions stoïciennes de représentation compréhensive et d'assentiment.

« Tu n'ignores pas, je pense, ce qu'Antiochos a écrit contre l'opinion de Philon [de Larissa]. (...) Philon, comme Antiochos l'a montré, verse dans la thèse même qu'il redoutait,... il abolit le critère du connu et de l'inconnu. »

 Contre son prédécesseur Philon de Larissa, il voulait revenir à l'Ancienne Académie, celle de Xénocrate et Polémon.
D'autre part, il aboutit à un syncrétisme ou à un éclectisme. Il cherche le consensus entre philosophes. Pour lui, Platoniciens, Aristotéliciens et Stoïciens soutiennent approximativement les mêmes thèses.

« Selon Antiochos, en effet, les Stoïciens sont d'accord avec les Péripatéticiens sur les choses, mais différent dans les mots. »

Selon M. Baltes, la doctrine de l'analogie des vertus corporelles et morales remonte à Antiochos d'Ascalon.

## Œuvres attribuées à Antiochos d'Ascalon
- Sosus
- Kanonika
- Peri teôn

### Fragments d'Antiochos d'Ascalon
- Cicéron, De la nature des dieux, Académiques, Des termes extrêmes des biens et des maux, Tusculanes.
- Sextus Empiricus, Contre les professeurs
- Anthony A. Long et David N. Sedley édi., Les philosophes hellénistiques (1987), trad., t. III.

### Études sur Antiochos d'Ascalon
- Algra, K., J. Barnes, J. Mansfeld and M. Schofield (eds.), 1999. The Cambridge History of Hellenistic Philosophy, Cambridge: Cambridge University Press.
- Barnes, J., 1989. “Antiochus of Ascalon”, in Philosophia Togata: Essays on Philosophy and Roman Society, M. Griffin and J. Barnes (eds.), Oxford: Oxford University Press.
- Dillon, J., The Middle Platonists, 2° éd., Ithaca: Cornell University Press, 1996. Chap. 2.
- Glucker, J., Antiochus and the Late Academy, Göttingen: Vandenhoeck & Ruprecht, 1978.
- Sedley, D. (éd.), The Philosophy of Antiochus, Cambridge: Cambridge University Press, 2012.
- Striker, G., “Academics fighting Academics”, in Brad Inwood & Jaap Mansfeld, Assent and Argument. Studies in Cicero's Academic Books, Leiden: Brill, 1997, p. 257-275.
- Tarrant, H., Scepticism or Platonism? The Philosophy of the Fourth Academy, Cambridge: Cambridge University Press, 1985.